# Cladosarsia quanzhouensis
Cladosarsia quanzhouensis is een hydroïdpoliep uit de familie Corynidae. De poliep komt uit het geslacht Cladosarsia. Cladosarsia quanzhouensis werd in 2008 voor het eerst wetenschappelijk beschreven door Huang, Xu, Lin & Qiu. 